# Giulio Cesare Arresti
Giulio Cesare Arresti (Bologna, 19 febbraio 1619 – 17 luglio 1701) è stato un musicista italiano.
Studiò con Ottavio Vernizzi. Fu organista della chiesa di San Petronio a Bologna dal 1649 al 1661, e di nuovo dal 1671 al 1696. Fu per anche maestro di cappella della chiesa di San Salvatore nel 1668 e nel 1680 e nella Cappella del Rosario a S. Domenico. Membro dell'Accademia dei Filomusi, fu fra i fondatori dell'Accademia Filarmonica, di cui fu principe negli anni 1671, 1686 e 1694.
Nel 1659 diede inizio a un'aspra controversia con Maurizio Cazzati, maestro di cappella di S. Petronio, avendo criticato pubblicamente un Kyrie a cinque voci di quest'ultimo e dato alle stampe la correzione dei presunti errori. Il Cazzati reagì pubblicando a sua volta una Risposta alle opposizioni fatte dal signor Giulio Cesare Arresti nella Lettera al Lettore posta nell'opera [prima] sua musicale (Bologna, 1663) ed evidenziò a sua volta altri errori commessi da Arresti nelle sue opere. L'anno seguente Arresti diede alle stampe una singolare opera intitolata Gare musicali, in cui mise a confronto in partitura cinque suoi salmi e altri cinque di Cazzati, segnandovi con  crocette gli errori del rivale. Scrisse contro di lui anche il Dialogo fatto tra un maestro ed un discepolo desideroso d'approfittare nel contrapunto, che si conserva manoscritto, giudicato "ingiurioso" dal musicologo Gaetano Gaspari.
A Bologna furono eseguiti i suoi oratori Licenza di Giesù da Maria (casa dell'abbate C.A. Sampieri, 1661), L'orto di Getsemani glorioso ne' sudori di Cristo (casa dell'abbate C.A: Sampieri, 1661), e Lo sposalizio di Rebecca (casa del conte Astorre Orsi, 1675).
Nel 1697 ca. curò la raccolta Sonate da organo di varii autori dedicate all'ill.mo e rev.mo mons. d. Antonio Vidman vicelegato di Bologna e protonotario apostolico, partecipante nobile veneto, pubblicata in un elegante volume in-folio stampato mediante lastre incise di rame. La raccolta contiene 18 sonate di Giovanni Battista Bassani, Giovanni Paolo Colonna, Johann Kaspar Kerll,  Michele Giustiniani, Bartolomeo Monari, Carlo Francesco Pollarolo, Francesco Maria Stiava, Pietro Andrea Ziani, autori anonimi di Roma e Piacenza, oltre che dello stesso Arresti. 
Morì a Bologna il 17 luglio 1701.
Il figlio Floriano, suo allievo, fu organista e compositore.
È ricordato per aver scritto la prima sonata in cui compaia la parola violoncello.

## Composizioni
Musica sacra
- Messa e vespro della B.V. con l'inno a otto voci reali composti di tre figure cantandosi senza battuta, & organo se piace di Giulio Cesare Arresti Accademico Filomusi il Sollevato. Opera prima, Venezia, Francesco Magni, 1663
- Messe a tre voci, con sinfonie, e ripieni a placito, accompagnate da mMotetti, e concerti ... Opera seconda, Venezia, Francesco Magni, 1663
- Gare musicali di Giulio Cesare Arresti alla Serenissima Altezza di Alessandro II Duca della Mirandola ..., Venezia, Francesco Magni, 1664
- Partitura di modulationi precettive sopra gl'hinni del canto fermo gregoriano con le risposte intavolate in sette righe per l'organo. Opera giovevole per li studenti in tale professione. Dedicata agl'Ill.mi SS.ri Senatori, Presidenti e Fabricieri della d. perinsigne collegiata di S. Petronio di Bologna. Opera VII ... (1701)